# Vaca Díez
Vaca Díez é uma província da Bolívia localizada no departamento do Beni. Sua capital é a cidade de Riberalta.